# BalkanAuction
BalkanAuction е интернационална онлайн платформа за аукционна търговия. Собственик на платформата е регистрираното през 2004 г. дружество в България „Аукцион.БГ“ ООД.

## История
Първоначално, от 2005 г., сайтът обслужва потребители на територията на България, като от края на 2017 г. действа като международен вариант. Платформата е особено предпочитано място за търговия от колекционери, ценители на антикварни стоки и произведения на изкуството.
Към 2020 г. в платформата са налични над 650 000 активни обявления за продажба.

## Организация и стоки
BalkanAuction е място, където всеки регистрирал се потребител може да стартира аукциони за всякакви стоки, включително употребявани и колекционерски предмети. Купувачите имат възможност да избират най-изгодните измежду много предложения. Стоките, които се обявяват за продажба могат да бъдат предложени на търг или чрез директна продажба с фиксирана цена. Въведената рейтингова система е основният маркер за коректност на потребителите. Платформата насърчава локалните сделки да се финализират с куриерски фирми, предлагащи опцията „Преглед преди плащане“, а интернационалните – чрез разплащателната система PayPal.